# Rejon botlichski
Rejon botlichski (ros. Ботлихский район, aw. Болъихъ мухъ) – jednostka administracyjna wchodząca w skład Dagestanu w Rosji.
Centrum administracyjnym rejonu jest wieś (ros. село, trb. sieło) Botlich.

## Geografia
Powierzchnia rejonu wynosi 687,93 km² i znajduje się on w południowo-zachodniej części Dagestanu. Graniczy z rejonem gumbietowskim, chunzachskim, achwachskim i cumadyńskim wchodzącymi w skład Dagestanu, a także z Czeczenią.
Główną rzeką rejonu jest Andijskoje Kojsu.

## Demografia
W 2021 roku rejon zamieszkiwało 59 920 osób.
Grypy etniczne i narodowości w 2021 roku:
- Awarowie – 57 740 (96,36%)
- Rosjanie – 139 (0,23%)
- inny – 446 (0,74%)
- nie wskazano – 1 595 (2,66%)